# Xeno Müller
Xeno Müller (* 7. srpna 1972 Curych) je bývalý švýcarský veslař závodící na skifu. Je odchovancem curyšského klubu Grasshoppers.
Na mistrovství světa juniorů ve veslování v roce 1990 získal bronzovou medaili. Zúčastnil se tří olympijských her: v roce 1992 vypadl v semifinále, v roce 1996 se stal olympijským vítězem a v roce 2000 získal stříbrnou medaili, když ho ve finiši těsně porazil Novozélanďan Rob Waddell. Je rovněž trojnásobným vicemistrem světa z let 1994, 1998 a 1999. V roce 1994 vytvořil světový rekord, když jako první skifař v historii zajel dvoukilometrovou trať pod hranici šesti minut a čtyřiceti sekund. Je také vítězem Henley Royal Regatty z roku 1994.
Žije v USA a živí se jako veslařský instruktor. Vystudoval Brownovu univerzitu a v roce 2004 získal díky sňatku americké občanství.